# John Joseph O'Connor
Pour les articles homonymes, voir O'Connor et John O'Connor.
John Joseph O'Connor (15 janvier 1920 à Philadelphie - 3 mai 2000 à New York) est un cardinal américain, archevêque de New York de 1984 à sa mort.

## Repères biographiques

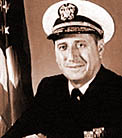
John O'Connor dans la U.S. navy

### Prêtre
John Joseph O'connor poursuit ses études au séminaire Saint-Charles-Borromée de Philadelphie. Il est ordonné prêtre le 15 décembre 1945 pour le diocèse de Philadelphie en Pennsylvanie. Il fut aumônier dans la marine américaine pendant la guerre de Corée.

### Évêque
Nommé évêque auxiliaire aux armées américaines le 24 avril 1979 avec le titre d'évêque titulaire (ou in partibus) de Cursola (de), il est consacré le 27 mai suivant par le pape Jean-Paul II en personne.
Le 6 mai 1983, il devient évêque de Scranton en Pennsylvanie avant d'être nommé quelques mois plus tard archevêque de New York, dont il est le 11e évêque et 8e archevêque. Il occupe ce siège du 19 mars 1984 à sa mort le 3 mai 2000.

### Cardinal
Il est créé cardinal par le pape Jean-Paul II lors du consistoire du 25 mai 1985 avec le titre de cardinal-prêtre de Ss. Giovanni e Paolo.